# Les Saintes Nitouches
Pour plus de détails, voir Fiche technique et Distribution.
Les Saintes Nitouches est un film français réalisé par Pierre Montazel et sorti en 1963.

## Synopsis
Une jeune fille kleptomane se lie d'amitié avec une riche héritière dont elle admire les bijoux, et part avec elle pour Saint-Tropez.

## Fiche technique
- Titre : Les Saintes Nitouches
- Réalisation : Pierre Montazel
- Scénario : Pierre Montazel, Richard Balducci
- Production : Cosmos Film, Transworld productions
- Producteur : Gilbert Bokanowski
- Tournage : 27 août 1962 au 15 octobre 1962
- Photographie : Gilbert Sarthre
- Musique : André Hodeir, Richard Lamy
- Décors : Eugène Piérac
- Montage : Raymond Lamy
- Pays d'origine :  France
- Genre  : Comédie
- Durée : 90 minutes
- Date de sortie : France, 12 juillet 1963

## Distribution
- Marie-France Pisier : Angelica
- Michel Subor : Gérard Le Gall
- Bernard Blier : M. Bibois
- Perrette Pradier
- Christian Marquand
- Claude Cerval
- Darry Cowl
- Gisèle Sandré : Odile